# Kyle Smith (calciatore)
Kyle Smith (Cincinnati, 9 gennaio 1992) è un calciatore statunitense, difensore dell'Orlando City.

## Carriera
Ha esordito in MLS il 2 marzo 2019 disputando con l'Orlando City l'incontro pareggiato 2-2 contro il New York City.

## Statistiche

### Presenze e reti nei club
Statistiche aggiornate al 27 settembre 2021.
| Stagione               | Squadra                | Campionato             | Campionato | Campionato | Coppe nazionali | Coppe nazionali | Coppe nazionali | Coppe continentali | Coppe continentali | Coppe continentali | Altre coppe | Altre coppe | Altre coppe | Totale | Totale |
| Stagione               | Squadra                | Comp                   | Pres       | Reti       | Comp            | Pres            | Reti            | Comp               | Pres               | Reti               | Comp        | Pres        | Reti        | Pres   | Reti   |
| ---------------------- | ---------------------- | ---------------------- | ---------- | ---------- | --------------- | --------------- | --------------- | ------------------ | ------------------ | ------------------ | ----------- | ----------- | ----------- | ------ | ------ |
| 2016                   | Louisville City        | USL                    | 29         | 1          | USOC            | 1               | 0               |                    | -                  | -                  |             | -           | -           | 30     | 1      |
| 2017                   | Louisville City        | USL                    | 31         | 4          | USOC            | 1               | 0               |                    | -                  | -                  |             | -           | -           | 32     | 4      |
| 2018                   | Louisville City        | USL                    | 37         | 3          | USOC            | 5               | 1               |                    | -                  | -                  |             | -           | -           | 42     | 4      |
| Totale Louisville City | Totale Louisville City | Totale Louisville City | 97         | 8          |                 | 7               | 1               |                    | -                  | -                  |             | -           | -           | 104    | 9      |
| 2019                   | Orlando City           | MLS                    | 23         | 0          | USOC            | 1               | 0               |                    | -                  | -                  |             | -           | -           | 24     | 0      |
| 2020                   | Orlando City           | MLS                    | 22         | 0          |                 | -               | -               |                    | -                  | -                  |             | -           | -           | 22     | 0      |
| 2021                   | Orlando City           | MLS                    | 23         | 1          |                 | -               | -               |                    | -                  | -                  |             | -           | -           | 23     | 1      |
| Totale Orlando City    | Totale Orlando City    | Totale Orlando City    | 68         | 1          |                 | 1               | 0               |                    | -                  | -                  |             | -           | -           | 69     | 1      |
| Totale carriera        | Totale carriera        | Totale carriera        | 165        | 9          |                 | 8               | 1               |                    | -                  | -                  |             | -           | -           | 173    | 10     |

## Palmarès

### Club

#### Competizioni nazionali
- USL Championship: 2

Louisville City: 2017, 2018
- Lamar Hunt U.S. Open Cup: 1

Orlando City: 2022